# Retour à Lincoln Heights
« Lincoln Heights » redirige ici.  Pour le quartier de Los Angeles, voir Lincoln Heights (Los Angeles).
Retour à Lincoln Heights (Lincoln Heights) est une série télévisée américaine en 43 épisodes de 45 minutes créée par Seth Freeman et diffusée entre le 8 janvier 2007 et le 9 novembre 2009 sur ABC Family.
En France, la série est diffusée depuis le 31 août 2008 sur Virgin 17, et au Québec à partir du 24 août 2009 sur VRAK.TV, et a ensuite été retiré de la programmation, faute d'audience.

## Synopsis
Eddie Sutton, policier intègre, s'installe avec sa famille dans le quartier malfamé de Lincoln Heights, dans la banlieue de Los Angeles. Mais la famille a beaucoup de mal à se faire accepter par des voisins méfiants…

## Distribution

### Acteurs principaux
- Russell Hornsby (VF : Pascal Casanova) : Eddie Sutton
- Nicki Micheaux (en) (VF : Ninou Fratellini) : Jen Sutton
- Erica Hubbard (VF : Sandra Valentin) : Cassie Sutton
- Rhyon Nicole Brown (en) (VF : Camille Donda) : Lizzie Sutton
- Mishon Ratliff (en) (VF : Gwenaël Sommier) : Taylor Sutton
- Robert Adamson (VF : Yoann Sover) : Charles Antoni
- Michael Reilly Burke : Kevin Lund (saisons 1 à 3)

### Acteurs récurrents et invités
Source et légende : version française (VF) sur RS Doublage

## Épisodes

### Première saison (2007)
1. Nouvelle vie (Pilot)
2. Sous pression (Suspicion)
3. Un garçon stupéfiant (Betrayal)
4. Esclavage moderne (Obsession)
5. Prise d'otages (Spree)
6. Une vie volée (Baby Doe)
7. Guerre des gangs (Manchild)
8. Retour de flammes (Blowback)
9. Enlèvement (Abduction)
10. Disparu (Missing)
11. Confrontations (Tricks and Treats)
12. Au nom des pères (House Arrest)
13. Le Pardon (The F Word)

### Deuxième saison (2007)
1. Émeutes (Flashpoint)
2. Le Messager de la paix (The Peacemaker)
3. Secrets (Grown Folks' Business)
4. Affaires de familles (The Old Man and the G)
5. Ruptures (The Feeling That We Have)
6. Le Coût d'un tee-shirt (The Cost of a T-Shirt)
7. Engrenage (No Way Back)
8. Œil pour œil (An Eye for an Eye)
9. Dilemmes (Out with a Bang)
10. Vision (The Vision)

### Troisième saison (2008)
1. Glass House
2. Sex, Lies and Secrets
3. The New Wild Ones
4. The Day Before Tomorrow
5. Number One with a Bullet
6. Disarmed
7. Ode to Joy
8. Price You Pay
9. Prom Night
10. The Ground Beneath Our Feet

### Quatrième saison (2009)
1. Home Again
2. Persons of Interest
3. Aftershock
4. Time to Let Go
5. Trash
6. With You I Will Leave
7. Relative Unknown
8. Bully for You
9. The Gathering Storm
10. Lucky